# Empleuridium juniperinum
Empleuridium juniperinum är en benvedsväxtart som beskrevs av Otto Wilhelm Sonder och Harv. Empleuridium juniperinum ingår i släktet Empleuridium och familjen Celastraceae. Inga underarter finns listade.